# 劇場版 NARUTO -ナルト- 大激突!幻の地底遺跡だってばよ
『劇場版 NARUTO -ナルト- 大激突!幻の地底遺跡だってばよ』（げきじょうばん ナルト だいげきとつ!まぼろしのちていいせきだってばよ）は、2005年8月6日に公開された漫画『NARUTO -ナルト-』を原作としたテレビアニメの劇場版第2作目。本作のゲスト声優として河相我聞が出演した。

## ストーリー
ナルト、シカマル、サクラは、任務中に謎の男・テムジンと出会い、交戦。ナルトとテムジンは崖から転落してしまう。目覚めると二人はあるキャラバンにいた。テムジンはゲレルの石の鉱脈を探しているという。テムジンはナルトを仲間にいれようとして連れて帰り、ハイドに会わせる。
一方、風の国が謎の軍団に襲われるとの情報が火の国に入る。ナルトが着いたときには撃退されたあとであったが、多くの被害がでていた。敵の残骸を調べているときにナルトはテムジンとその仲間に出会う。ナルトは怒り、我愛羅、カンクロウ達と供に交戦するもテムジンは逃げていった。
そのころシカマルたちは別の襲われた残骸を調べ、戻ってきたテムジンを捕獲する。キャラバンで話を聞くが逃げられてしまう。追っていき遺跡の中で、ナルト達はハイド達との決戦に挑む。

## 登場人物

### メインキャラクター
- うずまきナルト（声 - 竹内順子）
- 春野サクラ（声 - 中村千絵）
- 奈良シカマル（声 - 森久保祥太郎）
- 我愛羅（声 - 石田彰）
- カンクロウ（声 - 加瀬康之）

以上の人物についてはリンク先のページおよびNARUTO -ナルト-の登場人物を参照。

### オリジナルキャラクター

#### ハイドとその部下
テムジンを除く4人の名前と個性（ハイドの二面性・フガイの狼化・カミラの蝙蝠化・ランケの雷）には元ネタになった怪物（モンスター）がいる（『ジキル博士とハイド氏』・『カーミラ』・『フランケンシュタイン』などのヨーロッパの古典文学に登場するモンスターや、同じくヨーロッパの伝説上の怪物で様々なフィクション作品で取り上げられている人狼など）。
ハイド
声 - 野島昭生
理想郷をつくるために大勢の犠牲者を出すが、実はテムジンの村を攻撃した張本人。普段は温厚な老紳士だが、戦うときは二重人格のごとく凶悪な表情の鬼人になる。右手につけたゲレルの石によって鉱脈からエネルギーを吸収して驚異的な回復能力を発揮したが、ゲレルの石を破壊された直後に心臓に「螺旋丸」を受けて敗れる。
テムジン
声 - 河相我聞、加藤優子（幼少時代）
「ゲレルの結晶石」を持つ赤眼（持っていない時は青っぽい緑）の剣士で、この映画でカギを握る人物。ハイドの理想郷つくりに協力していたが、ハイドが故郷の村を襲撃した張本人だと知ったときは完全にナルトたちの味方になった。
チンギス・カンの別号と同名。
フガイ
声 - 高乃麗
人狼に近い姿に変身し、口から衝撃波を放ち、サクラを追い詰めるが、彼女の機転により自滅する。また、機械の扱いにも強い。
カミラ
声 - 小島幸子
敵の視界の色を変えて、逆さの状態で首を絞め上げる幻術使いで、蝙蝠に近い姿に変身するが、シカマルの機転とカンクロウの傀儡忍術による連携によって倒される。
ランケ
声 - 桑島法子
（忍術ではない）雷を操り、ゴリラに近い姿に変身し、我愛羅と互角に戦うが、「砂雷針」でエネルギーを吸いつくされ、身動きが出来ないところを「砂漠大葬」によって倒される。

#### その他
エミナ
声 - 黒川智花
キャラバンに住む少女。テムジンの看病にあたる。
カヒコ
声 - 野沢那智
キャラバンに住む老人。木の葉隠れの里にペットであるネルグイを連れ戻す任務を出す。
ネルグイ
カヒコ達のキャラバンのペットであるフェレット。「ゲレルの石」のかけらを持っており、人の言葉が理解できるようである。キャラバンの王国があった時代から生きている。

## スタッフ
- 監督 - 川崎博嗣
- 脚本 - 川崎博嗣、宮田由佳
- キャラクターデザイン - 西尾鉄也
- メカニックデザイン - 末武康光
- コンセプトデザイン - 遠藤正明、伊藤秀次
- 絵コンテ - 川崎博嗣、佐々木守、福山新市、新井浩一
- 作画監督 - 西尾鉄也、外丸達也
- 美術監督 - 松岡聡、小関睦夫
- 色彩設計 - 西香代子
- 撮影監督 - 松本敦穂
- 編集 - 及川雪江、森田清次
- 音楽 - 増田俊郎&六三四プロジェクト
- 録音演出 - 神尾千春
- 音響演出 - えびなやすのり
- プロデューサー - 小林教子、押切万耀
- アニメーション制作 - studioぴえろ
- 製作 - 劇場版NARUTO製作委員会（テレビ東京、集英社、ぴえろ、東宝、アニプレックス、電通、バンダイ）

## 主題歌
- TUBE「Ding! Dong! Dang!」
  - 作詞 - 前田亘輝
  - 作曲 - 春畑道哉

NARUTOの主題歌では唯一ビーイング系の楽曲である。

## 映像ソフト化
- 本編のDVDは2006年4月28日発売。

## テレビ放送
※ いずれもテレビ東京およびテレビ東京系列の放送。
- 2006年8月2日 19時00分 - 20時54分[2]
- 2008年1月2日 7時30分 - 9時00分[2] ※テレビ大阪は1時間遅れ